# Abadía de San Marcos (Camperdown)
La Abadía de San Marcos (en inglés: St Mark's Abbey) es un monasterio benedictino anglicano situado en Victoria, Australia. Es una comunidad mixta de monjes y monjas, y fue fundado en 1975 por el abad actual, el Reverendísimo Don Michael King OSB.
La obra principal del monasterio es el rezo del Oficio Divino. La Eucaristía se celebra todos los días y se le da tiempo a la lectio divina. Los visitantes son recibidos en la casa de huéspedes de la abadía. Los iconos y el incienso se hacen para la venta y una imprenta también está en funcionamiento.
Los oblatos del monasterio se encuentran en toda Australia y Nueva Zelanda.